# Władca lalek 2
Władca Lalek 2 (ang. Puppet Master II) – horror z 1990 roku, typu direct-to-video, jego twórcą jest David Pabian, a reżyserem Dave Allen. To druga część z serii Władcy lalek, a także prequel oraz sequel pierwszej części z obsadą –  Elizabeth Maclellan, Gregory Webb, Charlie Spradling, Jeff Weston i Nita Talbot jako paranormalni śledczy sterroryzowani przez ożywione lalki „żywego trupa” lalkarza Toulon'a – w tej roli Steve Welles.
Władca lalek 2, tak jak Władca lalek 3: Zemsta Toulona, Władca lalek 4 i Władca lalek 5: Ostatnia walka na początku na DVD były dostępne tylko dzięki Full Moon Features, który wydał box set z tymi częściami, bez pozostałych filmów. W 2007 r., Full Moon Features nabył prawa do wszystkich pierwszych filmów z serii, i box set wydał również Full Moon oraz kilka innych dystrybutorów.
Film też można nabyć na DVD razem z dwoma pierwszymi odsłonami serii w box secie „Midnight Horror Collection”. Zremasterowana edycja filmu na nośnikach Blu-ray i DVD została wydana 18 września 2012.

## Fabuła
Akcja toczy się w czasach kręcenia filmu, a więc przełomie lat 80 i 90 XX w., w hotelu, w którym Toulon w 1939 r. popełnił samobójstwo. Będzie on próbował odzyskać zabitą przez nazistów żonę, a do tego posłuży się zamieszkałymi w „rzekomo” jego hotelu badaczami nadprzyrodzonych zjawisk.

## Obsada
- Steve Welles – Andre Toulon
- Elizabeth Maclellan – Carolyn Bramwell, Elsa Toulon
- Michael Todd – Lalka Toulon
- Julianne Mazziotti – lalka Camille/Elsa
- Collin Bernsen – Michael Kenney
- Gregory Webb – Patrick Bramwell
- Charlie Spradling – Wanda
- Jeff Weston – Lance
- Nita Talbot – Camille Kenney
- Sage Allen – Martha
- George Buck Flower – Mathew
- Sean B. Ryan – Billy

### Lista lalek występujących w filmie
- Blade
- Pinhead
- Leech Woman
- Jester
- Tunneler
- Six Shooter
- Torch
- Mephisto
- Djinn